# Biblioteca pública municipal Albán Cundinamarca
La biblioteca es una entidad pública que se encuentra ubicada en la calle 3 # 2-15 - Diagonal a la esquina norte del parque principal del Municipio de Albán, Departamento de Cundinamarca, República de Colombia, afiliada a la Red Nacional de Bibliotecas Públicas desde marzo de 2008.

## Historia
En el año 2005 la administración municipal gestionó ante la Gobernación de Cundinamarca una dotación básica para la implementación de la Biblioteca Pública Municipal, Dicha solicitud tuvo eco y la Secretaria de Educación Departamental seleccionó al municipio para hacer parte del convenio 413 de 2003 suscrito entre la Gobernación de Cundinamarca y COLSUBSIDIO. Acto seguido se iniciaron los estudios necesarios para la implementación de la misma.
En el año 2006, Se construyó la planta física de la biblioteca proceso durante el que se concertó con COLSUBSIDIO tanto la ubicación del terreno como el área destinada para tal fin. El concepto de viabilidad técnica fue emitido el 6 de marzo de 2006.
El 27 de octubre de 2006 se recibió a satisfacción el inventario de Material Bibliográfico, Equipos de Computo, Muebles, Manuales Técnicos, Formatos y Reglamentos por parte de COLSUBSIDIO.
El 16 de marzo de 2007 la biblioteca abrió sus puertas al público.
El 19 de mayo de 2007 a las 2p.m. con un sencillo pero emotivo acto se realizó la ceremonia de inauguración oficial.
El 6 de diciembre de 2007 se crea oficialmente la Biblioteca mediante acuerdo n.º 015 de 2007 del Honorable Concejo Municipal.
El 7 de diciembre de 2007 se adopta el reglamento de servicios mediante decreto municipal n.º 271 de 2007.

## Misión y visión
- Misión:

Ser el epicentro de desarrollo comunitario mediante el acceso universal a la información con calidad, creando espacios propicios para la creatividad y dinamización del saber como componente cohesionanté, enriquecedor e integrador de tejido social.
- Visión:

Consolidar la biblioteca pública municipal como lugar de encuentro y difusión para todas las actividades inherentes a la vida en comunidad, forjando desde allí las herramientas necesarias para una convivencia pacífica y progresista, fundamentada en el conocimiento para transformar nuestra realidad social.

## Servicios
La Biblioteca Presta los Siguientes Servicios:

### Servicios de Referencia
Con estos servicios se le ofrece al usuario ayuda personalizada en cuanto a la búsqueda de información y uso de la Biblioteca, buscando que el usuario pueda obtener el mejor provecho de ella.
Entre los servicios de Referencia se encuentran:
- Atención Personalizada: Los usuarios pueden obtener atención personalizada de los funcionarios de la Biblioteca quienes les ayudaran y orientarán en las circunstancias que lo requieran, así mismo, contarán con asesoría especializada en el manejo de fuentes de información y la recuperación de la misma.

- Bibliografías: Consisten en la elaboración de listados de reseñas bibliográficas según solicitud del usuario, atendiendo sus necesidades de información particulares o de acuerdo a los criterios de la Biblioteca con el fin de mantener una constante actualización de material bibliográfico para el usuario.

- Investigación Dirigida: Consiste en brindar a las instituciones educativas interesadas, la posibilidad de desarrollar en la Biblioteca un tema específico del currículo mediante la utilización de los recursos que ésta posee.

- Apoyo Escolar: Mediante este servicio se ofrece a los usuarios orientación y apoyo en la elaboración de tareas.

- Servicio de Alerta: El servicio de alerta busca ofrecer al usuario una actualización constante sobre las publicaciones adquiridas por la Biblioteca sobre un tema específico que le interese.

- DSI: El servicio de Diseminación Selectiva de Información tiene la finalidad de ofrecer a los usuarios listados de reseñas bibliográficas especializadas y de acuerdo a requerimientos previamente determinados.

- Servicio de Información a la Comunidad: Es brindar información útil al ciudadano que le permita tener una guía rápida y de primera mano de los trámites, lugares, servicios, etc., que le posibiliten resolver problemas cotidianos.

- Reprografía: Las Biblioteca presta el servicio de fotocopiado del material que el usuario requiera, sí es de libros sólo se fotocopiará hasta el 20 por ciento del documento de acuerdo con las normas de derecho de autor.

### Servicios de circulación y préstamo
Entre estos servicios se encuentran:
- Consulta y Préstamo en Sala: La Biblioteca ofrece este servicio mediante la colección abierta que le permite al usuario el contacto directo con el acervo bibliográfico, además podrá hacer uso del catálogo y la guía del equipo de la Biblioteca.

- Préstamo Externo: Este servicio consiste en la autorización que se le otorga al usuario para llevar a casa los diferentes materiales con los que cuenta la Biblioteca, siempre y cuando no pertenezcan a la colección de referencia y el usuario se encuentre afiliado a la Biblioteca.

- Préstamo Intrabibliotecario: Mediante este servicio se busca poner a disposición de los usuarios el acervo bibliográfico que se encuentra en toda la Red de Bibliotecas Públicas de Cundinamarca, facilitándole la consulta y el préstamo de material que no se encuentra en la unidad de servicios que frecuenta sino en alguna otra.

- Préstamo Interbibliotecario: Consiste en ofrecer a los usuarios materiales bibliográficos que pertenecen a otra Entidad con la cual la Biblioteca Pública Municipal posea convenio preestablecido para realizar el préstamo interbibliotecario.

### Servicios de tecnología
La Biblioteca busca ofrecer a sus usuarios la posibilidad de utilizar equipos tecnológicos que les permiten acceder a la información, el entretenimiento y la cultura a través de medios electrónicos a nivel local, nacional e internacional.
Entre estos servicios se encuentran:
- Talleres de Internet e Informática: La Biblioteca diseña talleres que permiten a los usuarios tener un acercamiento a la red mundial de información, mostrándole las herramientas y recursos disponibles, su funcionamiento, reforzando la búsqueda e intercambio de información.

- Consulta de Internet, bases de datos y CD-ROM: Se ofrece la posibilidad al usuario de consultar otras fuentes diferentes a las tradicionales, utilizando medios electrónicos.

- Impresiones: La biblioteca ofrece la alternativa de impresión de las consultas realizadas por el usuario.

## Programas
La Biblioteca ofrece una serie de programas que tienen como fin promover la lectura, la cultura y el aprovechamiento del tiempo libre mediante una serie de actividades, las cuales son de libre acceso y sin restricciones de uso.

### Promoción de lectura
Comprende el diseño y ejecución de actividades, dirigidas al público infantil, juvenil y adulto, para que de manera libre y espontánea, disfrute, goce, se entretenga, aprenda, se informe, divierta y se acompañe con la lectura.
Los Programas de Promoción de Lectura detectan y satisfacen los intereses y expectativas de los usuarios, utilizando como estrategias las siguientes actividades de animación para su formación lectora:
- Lectura Silenciosa Sostenida
- Encuentro Con Autores
- Tertulias Literarias
- Talleres de Padres y Docentes
- Listado De Nuevas Adquisiciones
- Club De Lectores
- Lectura Libre
- Cuentacuentos
- Narración De Historias
- Talleres De Literatura
- Horas Del Cuento, La Poesía Y La Leyenda
- Festivales De La Literatura
- Libros Recomendados
- Bibliovacaciones

### Promoción cultural
Son actividades que se le ofrecen a los usuarios para abrir ante ellos una puerta de acceso a la cultura, la actualidad, la ciencia y en general al conocimiento humano, tanto de nuestro país como del mundo. Periódicamente se realizan actividades como:
- Audiciones Musicales
- Coloquios
- Conciertos
- Conferencias
- Debates
- Exposiciones
- Foros
- Mesas Redondas
- Ciclos de Cine
- Recitales
- Tertulias
- Carteleras
- Funciones de Títeres

### Cursos de usuarios
Son talleres para dar a conocer a los usuarios las colecciones, servicios, programas, horarios, beneficios, restricciones, usos y actividades de la Biblioteca. El objetivo de este servicio es aclarar todas las posibles dudas que presenten los usuarios al darles una guía efectiva sobre el servicio que presta la Biblioteca a la comunidad y orientarles sobre el mejor uso que ellos pueden hacer de ésta.

### Descentralización de colecciones
Este programa tiene como propósito acercar materiales bibliográficos a la comunidad, ya sea para apoyar programas de animación a la lectura, apoyo pedagógico o recreativo.
Se creó como una estrategia de extensión de los servicios de la Red de Bibliotecas Colsubsidio a las escuelas, colegios y comunidad en general que no poseen servicios Bibliotecarios establecidos.
Este programa está conformado por el préstamo de Cajones Viajeros: (Colección de 50 volúmenes)
Contienen libros sobre literatura, textos y obras de interés para todos los miembros de la comunidad. Para hacer uso de este servicio se debe solicitar a la Biblioteca y tramitar el formulario respectivo.
Utilización: Los libros estarán bajo la responsabilidad de una persona que se encargará de prestarlos a los miembros de la comunidad, cuidando porque se mantengan en buenas condiciones.
Préstamo: El préstamo de los libros está bajo la responsabilidad de la persona encargada del mismo.
Consulta: Las personas que deseen consultar los libros, pueden acercarse a él y escoger directamente el que desee. El encargado siempre debe registrar el título del libro prestado y el nombre del usuario que los solicitó, en el formato correspondiente.
Estadísticas: Deben hacerse diariamente, basándose en el registro de préstamo, ya que a través de éste se puede detectar el movimiento que tiene la colección.
Al entregar el Cajón debe entregarse también el formulario de evaluación de éste, debidamente diligenciado.

## Dotación
La Biblioteca Pública Municipal Actualmente Cuenta con:
- Una Colección Fija Conformada por 3500 Volúmenes

- Una Caja Viajera Conformada por 500 Volúmenes

- Una Colección de Hemeroteca Conformada por 200 Volúmenes

- Una sala General con 24 Puestos Lector

- Una Sala Infantil con 12 Puestos Lector

- Una Sala de Informática con 10 Equipos de Computo

- Servicio de Internet en Cinco Terminales

- Una Impresora

- Una Fotocopiadora

- Un Televisor

- Un Reproductor VHS/DVD

- Un Proyector de Acetatos